# Conflicto armado interno
Un conflicto armado interno o conflicto armado no internacional es un conflicto o guerra no internacional que se desarrolla «en el territorio de un Estado entre sus fuerzas armadas y fuerzas armadas disidentes o grupos armados organizados que, bajo la dirección de un mando responsable, ejerzan sobre una parte de dicho territorio un control tal que les permita realizar operaciones militares sostenidas y concertadas», según el artículo 1 del Protocolo II adicional a los Convenios de Ginebra de 1949 relativo a la protección de las víctimas de los conflictos armados sin carácter internacional.

## ¿Que implican?
Según el Derecho Internacional Humanitario (DHI) (también llamado «derecho de los conflictos armados») los conflictos armados internos implican a partes beligerantes dentro de un mismo Estado diferenciándose de los conflictos armados internacionales que implican la actuación de fuerzas armadas de dos o más Estados incluso si una de las partes no reconoce al gobierno de la otra parte. En el desarrollo de un conflicto armado interno se aplica el DHI. Un Estado, al ser firmante, tiene la obligación de respetar la DHI.  Además, dentro de los conflictos armados internos no existen los prisioneros de guerra, por lo que el capturado, de acuerdo al DHI, no puede ser enjuiciado por haber atacado a su oponente  por lo que el Estado debe optar por otorgar amnistías de las formas más amplias una vez acabado el conflicto interno siempre y cuando los capturados no hayan cometido crímenes de guerra o hayan sido condenadas por tal motivo.

## Parámetros
Para reconocer si un determinado accionar es un «conflicto armado interno» se sigue los siguientes parámetros: los grupos armados deben tener un nivel mínimo de organización y los enfrentamientos armados deben alcanzar un nivel mínimo de intensidad (no se toma como pertinente las motivaciones de cada grupo). A pesar de que no hay una verdadera diferencia entre los términos «guerra civil» y «conflicto armado interno», el Comité Internacional de la Cruz Roja (CICR) opta por la denominación conflicto armado interno.

## Listado
Algunos de los más destacados conflictos armados internos son:
- Conflicto armado interno de Colombia
- Conflicto armado interno de El Salvador
- Conflicto armado interno de Guatemala
- Conflicto armado interno de Honduras
- Conflicto armado interno de Perú
- Guerra contra el narcotráfico en México
- Conflicto armado interno de Argentina (denominado de dicha forma por el sector reivindicativo de las víctimas de las organizaciones guerrilleras argentinas)[11]
- Conflicto armado interno de Ecuador
- Guerra de pandillas en Haití